# Morte sul fiume
Morte sul fiume (titolo orig. Original Sin) è un romanzo poliziesco della scrittrice britannica Phyllis Dorothy James, pubblicato in Gran Bretagna nel 1994. L'opera fa parte della serie di Adam Dalgliesh ed è ambientata a Londra, principalmente a Wapping nel Borough of Tower Hamlets, centrata nella sede del più vecchio editore cittadino, Peverell Press, headquartered in a mock-Venetian palace on the acquartierato in un palazzo sul Tamigi costruito in stile pseudo-veneziano.

## Edizioni italiane
- Morte sul fiume, traduzione di Luciana Crepax, Collana Omnibus, Milano, Arnoldo Mondadori Editore, 1995.[1] - Collana Oscar Bestsellers n.736, Mondadori, 1997, ISBN 978-88-04-42296-9; Collana I Miti n.107, Mondadori, 1998.